# Marsa Matruh
Marsa Matruh oder häufiger Mersa Matruh (arabisch مرسى مطروح Marsā Maṭrūḥ) ist eine ägyptische Hafenstadt und Hauptstadt des Gouvernements Matruh. Die Stadt hieß bei den Ptolemäern und Byzantinern Paraitonion (Παραιτόνιον) oder auch Ammonia (Ἀμμωνία) und trug in römischer Zeit den Namen Paraetonium.

## Lage
Die Stadt liegt etwa 288 km westlich von Alexandria am Mittelmeer und nördlich der Qattara-Senke. Durch Marsa Matruh führt die Küstenstraße zwischen dem Nildelta und Libyen, die einzige Straße zur Oase Siwa zweigt hier nach Süden ab. Für die Wasserversorgung ist die Stadt fast vollständig auf den im Winter fallenden Regen angewiesen.

## Geschichte
Archäologische Funde belegen, dass Marsa Matruh bereits während der Amarna-Zeit als Warenumschlagsplatz genutzt wurde und im Seehandel als Zwischenstation der Handelsroute vom Nildelta in die Ägäis via Keftiu (Kreta) diente. Für die Epoche der Amarnazeit konnten im Gegensatz zu zahlreichen zyprischen, levantinischen und altägyptischen Gütern keine minoischen Waren nachgewiesen werden. Ramses II. ließ später in der benachbarten Region Zawiyet Umm el-Rakham Grenzfestungen gegen die Libyer bauen.
Alexander der Große zog 331 v. Chr. von hier aus (Paraetonion) nach Süden zum Ammon Orakel (Oase Siwa).
In ptolemäischer Zeit war die Stadt wahrscheinlich eine Polis und Hauptort der Provinz Libya. In römischer Zeit hieß die Stadt Paraetonium und war in der Spätantike unter Kaiser Diokletian Hauptstadt der Provinz Libya inferior, verlor diese Position später jedoch an Darna. Kaiser Justinian I. befestigte die Stadt. Er stattete sie auch mit einer Garnison aus. Es sind verschiedene Bischöfe bezeugt. Bei Ausgrabungen konnten zwei Kirchen gefunden werden. 2001 wurden bei Ausgrabungen Überreste einer koptischen Kirche aus dem 4. oder 5. Jahrhundert entdeckt.
Der Ort war im Zweiten Weltkrieg eine britische Basis und Endpunkt der eingleisigen Bahnstrecke von Alexandria über El-Alamein hierher. Zwischen 1940 und 1942 kam der Krieg mehrfach nach Marsa Matruh. Die Italiener, das deutsche Afrikakorps und die britische 8. Armee kamen hier durch. Neben anderen Kriegsschiffen wurde auch das deutsche U-Boot U 75 1941 vor der Küste von den Briten versenkt. 1941 war der spätere ägyptische Präsident Anwar as-Sadat für eine kurze Zeit hier stationiert.
Während des Libysch-Ägyptischen Grenzkriegs 1977 war die hiesige Militärbasis Ziel eines libyschen Luftangriffs.

## Die moderne Stadt

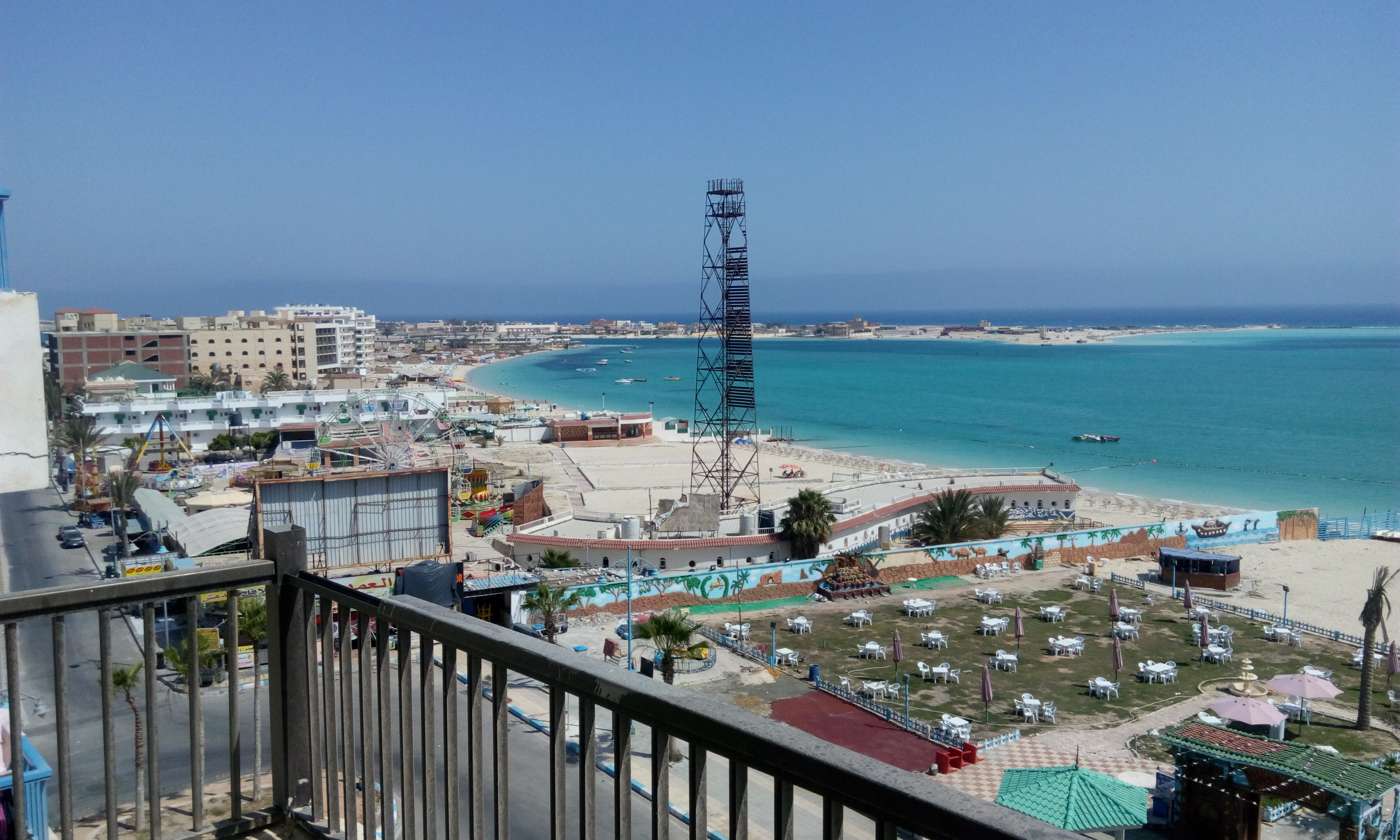
Blick auf den Strand und sämtliche Hotelanlagen in Marsa Matruh

Der kleine Flughafen Marsa Matruh liegt im Südwesten der Stadt. Die Stadt ist Ausflugsziel für Touristen aus den Großstädten Kairo und Alexandria. An den Stränden wurden einige moderne Hotels errichtet. Die Einwohnerzahl belief sich 2008 auf etwa 137.704.
Eine Schnellzugverbindung der Ägyptischen Bahngesellschaft verbindet die Stadt mit Kairo. Nach Westen führt die Strecke weiter nach Sallum nahe der libyschen Grenze.

## Klimatabelle
|                       | Jan  | Feb  | Mär  | Apr  | Mai  | Jun  | Jul  | Aug  | Sep  | Okt  | Nov  | Dez  |   |      |
| Mittl. Tagesmax. (°C) | 17,7 | 18,5 | 19,6 | 22,9 | 25,3 | 28,1 | 28,6 | 29,5 | 28,5 | 26,5 | 22,8 | 19,3 | ⌀ | 24   |
| Mittl. Tagesmin. (°C) | 8,7  | 8,9  | 10,4 | 12,5 | 15,1 | 18,6 | 20,7 | 21,2 | 19,9 | 17,2 | 13,5 | 10,4 | ⌀ | 14,8 |
|                       |      |      |      |      |      |      |      |      |      |      |      |      |   |      |
| Niederschlag (mm)     | 36   | 19   | 11   | 3    | 2    | 2    | 0    | 1    | 1    | 19   | 18   | 29   | Σ | 141  |
|                       |      |      |      |      |      |      |      |      |      |      |      |      |   |      |
| Sonnenstunden (h/d)   | 6,3  | 7,6  | 8,2  | 9,0  | 10,2 | 11,8 | 12,0 | 11,5 | 10,3 | 8,6  | 7,4  | 6,4  | ⌀ | 9,1  |
|                       |      |      |      |      |      |      |      |      |      |      |      |      |   |      |
| Regentage (d)         | 3    | 2    | 1    | 0    | 0    | 0    | 0    | 0    | 0    | 1    | 2    | 2    | Σ | 11   |
|                       |      |      |      |      |      |      |      |      |      |      |      |      |   |      |
| Luftfeuchtigkeit (%)  | 71   | 69   | 68   | 66   | 73   | 73   | 75   | 73   | 71   | 70   | 68   | 69   | ⌀ | 70,5 |

| 8,7 |

| 8,9 |

| 10,4 |

| 12,5 |

| 15,1 |

| 18,6 |

| 20,7 |

| 21,2 |

| 19,9 |

| 17,2 |

| 13,5 |

| 10,4 |

| 8,7 |

| 8,9 |

| 10,4 |

| 12,5 |

| 15,1 |

| 18,6 |

| 20,7 |

| 21,2 |

| 19,9 |

| 17,2 |

| 13,5 |

| 10,4 |